# Čezeta 506

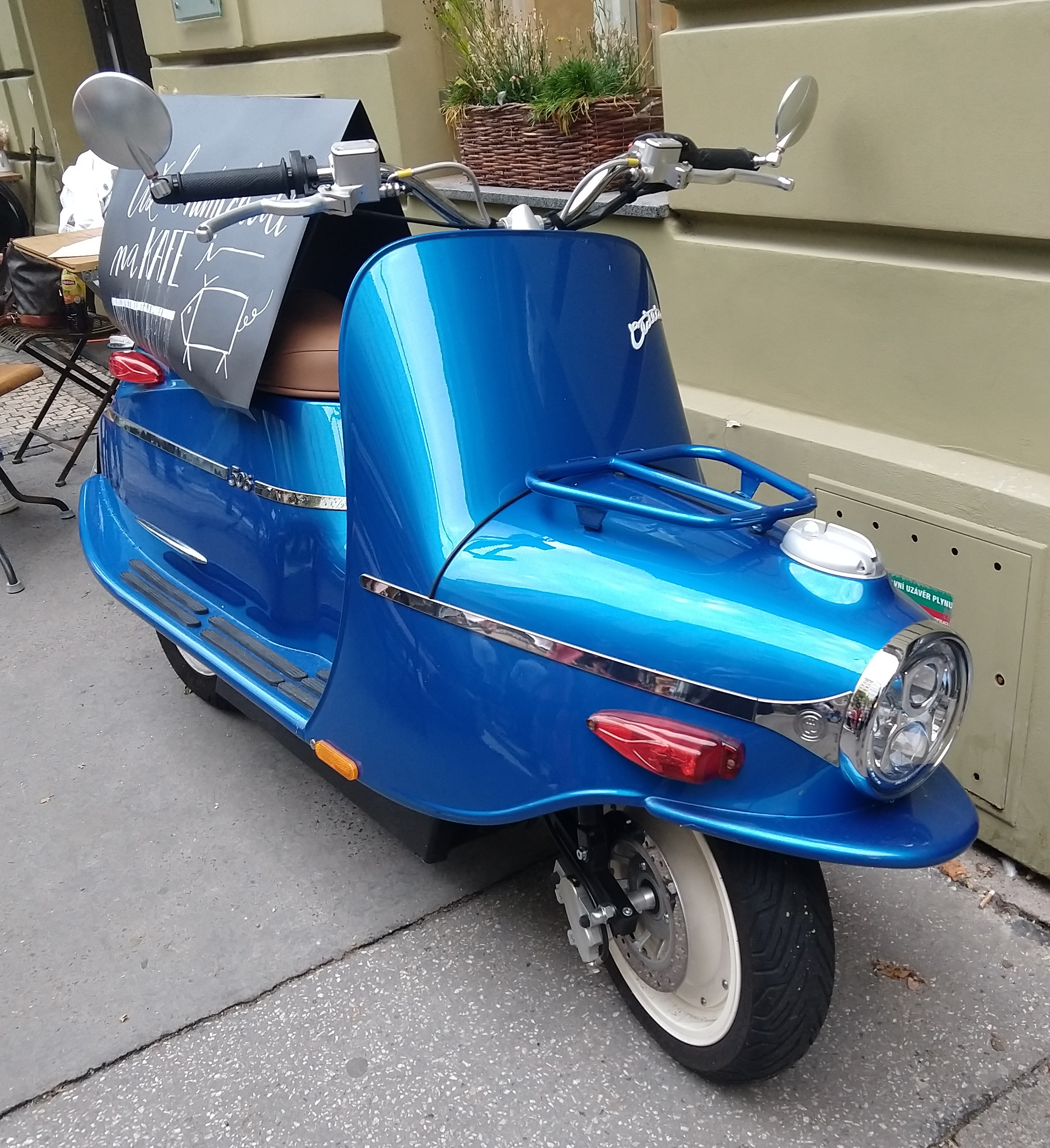
Čezeta 506

Čezeta 506 je elektrický skútr vyráběný v Česku v Prostějově firmou Čezeta Motors. Navazuje na skútry ČZ 501 Čezeta a ČZ 502 Čezeta vyráběné v 50. a 60. letech v České zbrojovce Strakonice. Mezi roky 2017-2019 bylo prodáno 73 kusů.

## Historie

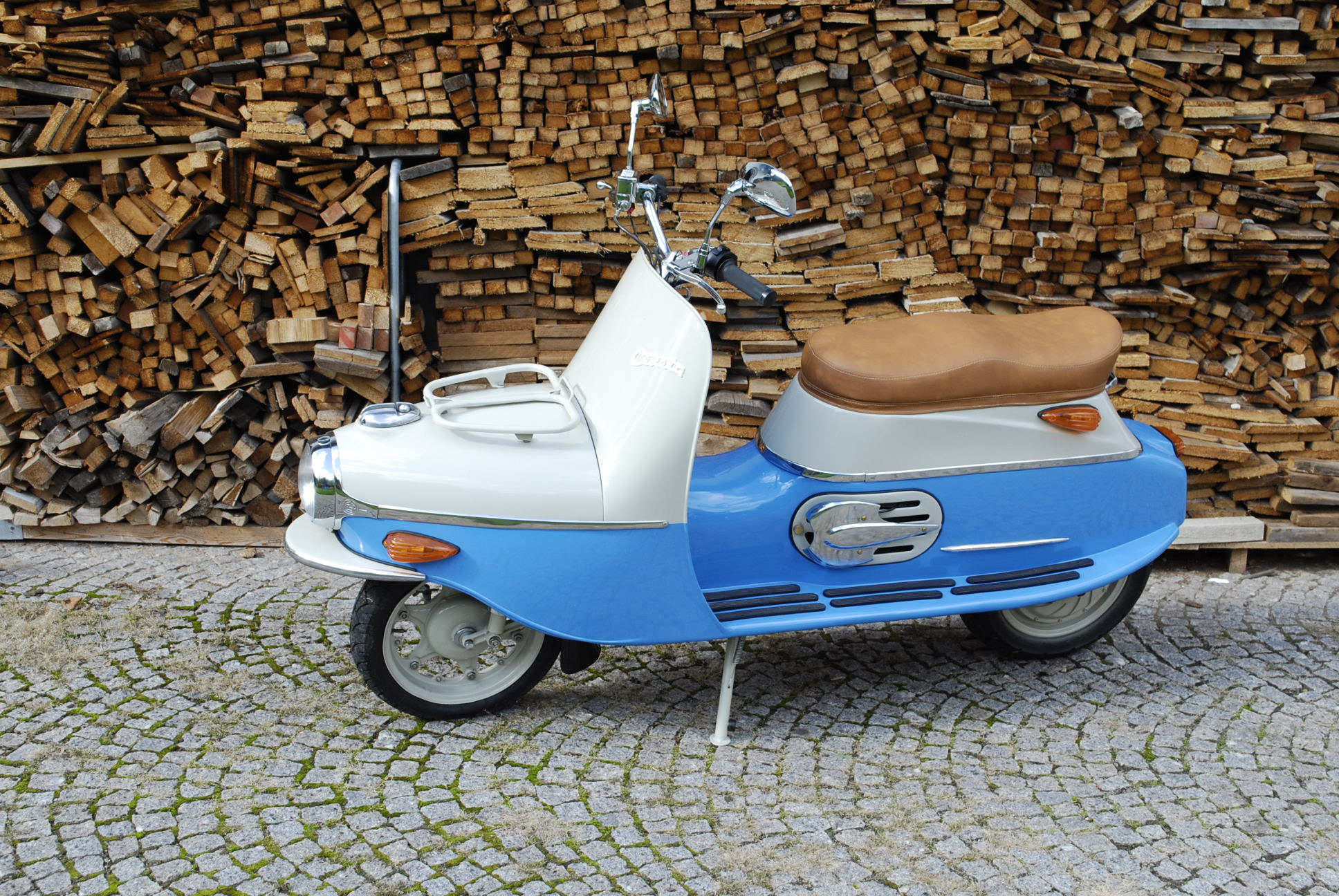
Prototyp Čezeta 506 (2013)

V roce 1999 si Brit Neil Eamonn Smith žijící v Praze zajistil práva na značku Čezeta. V roce 2013 založil firmu Čezeta Motors. S výrobou prototypů začal od roku 2013 nejprve ve stodole u svého domu v Mirošovicích u Prahy, kde současně provozuje muzeum zaměřené na původní Čezetu. V roce 2017 pak pokračoval již s výrobou testovacích kusů v Prostějově v bývalé továrně Wikov, kde se ve 30. letech vyráběly luxusní automobily. V továrně dochází především k výrobě hlavní konstrukce motorky a ke kompletaci z dílů dodávaných i ze zahraničí. Produkční verze Čezety byla odhalena v dubnu 2017.
První produkční kus elektroskútru byl vyroben v lednu 2018. Jedná se o první sériový elektromobil vyráběný v České republice. Firma v roce 2018 plánovala v roce 2022 vyrábět kolem 2000 skútrů ročně a expandovat na světové trhy. Financování obnovy výroby bylo zčásti zajištěno na slovenské crowdfundingové platformě Crowdberry, díky níž se podařilo vybrat 15 milionů korun během 10 dní. Generálním ředitelem společnosti byl český motocyklový závodník a novinář Matěj Oliva. Vyrobeno bylo v limitované první sérii pouze 60 kusů Čezety 506, ty byly rychle vyprodané a plánovala se druhá série.
Mezi lety 2017 a 2019 se prodalo celkem pouze 73 kusů stroje. Problémem byl pomalejší než předpokládaný nástup trhu elektromobility a vysoká cena. Čezeta 506/01 stála 294 tisíc Kč a 506/02 stála 339 tisíc Kč. V roce 2019 však byla výroba přerušena a ředitel a majoritní majitel firmy spolu s podílníky z platformy Crowdberry usilovali v průběhu roku 2020 o prodej firmy. Na začátku roku 2021 majitel Smith konstatoval, že firma zřejmě směřuje k insolvenci. Čezeta poté pokračuje v hledání obchodních partnerů.

## Technické parametry
Skútr se vyrábí ve dvou základních variantách, na obě je potřeba řidičského oprávnění A1.
Základní varianta 506/01 a silnější varianta 506/02:
- maximální rychlost 90/120 km/h
- výkon 8/11 kWh
- hmotnost 147 kg
- dojezd 100/150 km

Jedná se o nejrychlejší elektrický skútr s homologací na světě. Skútr nabízí propojení s Bluetooth, které umožňuje regulaci výkonu motoru a další funkce.